# Somogy vármegyei 4. sz. országgyűlési egyéni választókerület
A Somogy vármegyei 4. sz. országgyűlési egyéni választókerület egyike annak a 106 választókerületnek, amelyre a 2011. évi CCIII. törvény Magyarország területét felosztja, és amelyben a választópolgárok egy-egy országgyűlési képviselőt választhatnak. A választókerület nevének szabványos rövidítése: Somogy 04. OEVK. Székhelye: Siófok

## Területe
A választókerület az alábbi településeket foglalja magába:
1. Ádánd
2. Andocs
3. Bábonymegyer
4. Balatonendréd
5. Balatonföldvár
6. Balatonőszöd
7. Balatonszabadi
8. Balatonszárszó
9. Balatonszemes
10. Balatonvilágos
11. Bálványos
12. Baté
13. Bedegkér
14. Bonnya
15. Büssü
16. Ecseny
17. Felsőmocsolád
18. Fiad
19. Fonó
20. Gadács
21. Gölle
22. Igal
23. Kánya
24. Kapoly
25. Kára
26. Karád
27. Kazsok
28. Kereki
29. Kisbárapáti
30. Kisgyalán
31. Kőröshegy
32. Kötcse
33. Lulla
34. Magyaratád
35. Mernye
36. Miklósi
37. Nágocs
38. Nagyberény
39. Nagycsepely
40. Nyim
41. Orci
42. Patalom
43. Pusztaszemes
44. Ráksi
45. Ságvár
46. Sérsekszőlős
47. Siófok
48. Siójut
49. Som
50. Somodor
51. Somogyacsa
52. Somogybabod
53. Somogydöröcske
54. Somogyegres
55. Somogymeggyes
56. Somogyszil
57. Szántód
58. Szentgáloskér
59. Szólád
60. Szorosad
61. Tab
62. Taszár
63. Teleki
64. Tengőd
65. Torvaj
66. Törökkoppány
67. Visz
68. Zala
69. Zamárdi
70. Zics
71. Zimány

## Országgyűlési képviselője
| Név             | Párt                                         | Párt        | Terminus | Megjegyzés                                   |
| --------------- | -------------------------------------------- | ----------- | -------- | -------------------------------------------- |
| Witzmann Mihály |                                              | Fidesz-KDNP | 2014 –   | A 2014-es országgyűlési választás eredménye: |
| Witzmann Mihály | A 2018-as országgyűlési választás eredménye: | Fidesz-KDNP | 2014 –   |                                              |
| Witzmann Mihály | A 2022-es országgyűlési választás eredménye: | Fidesz-KDNP | 2014 –   |                                              |

## Demográfiai profilja
| Iskolai végzettség                | Iskolai végzettség               | Iskolai végzettség | Iskolai végzettség | Iskolai végzettség |
| --------------------------------- | -------------------------------- | ------------------ | ------------------ | ------------------ |
|                                   |                                  |                    |                    | fő                 |
| Általános iskolát nem végezte el  | Általános iskolát nem végezte el |                    | 1593               | 1593               |
| Általános iskola                  | Általános iskola                 |                    | 12383              | 12383              |
| Szakmunkás                        | Szakmunkás                       |                    | 17066              | 17066              |
| Érettségi                         | Érettségi                        |                    | 21322              | 21322              |
| Diploma                           | Diploma                          |                    | 11485              | 11485              |
| A 2022. évi népszámlálás szerint. |                                  |                    |                    |                    |

A Somogy vármegyei 4. sz. választókerület lakónépessége 2022. október 1-jén 75 748 fő volt. A 2011-es és a 2022-es népszámlálás között 3176 fővel csökkent a választókerület lakosság száma. A választókerületben a korösszetétel alapján a legtöbben a középkorúak élnek 27 885 fővel, míg a legkevesebben a gyermekek 11 899 fővel. A választókerület lakosságának a 80,9%-nál van internet elérési lehetőség.
A legmagasabb befejezett iskolai végzettség szerint az érettségi végzettséggel rendelkezők élnek a legtöbben 21 322 fő, utánuk a következő nagy csoport a szakmunkások 17 066 fővel.
Gazdasági aktivitás szerint a lakosság közel fele foglalkoztatott 34 433 fő, második legjelentősebb csoport az inaktív keresők, akik főleg nyugdíjasok 21 612 fővel.
A választókerület legjelentősebb nemzetiségi csoportja a német 1585 fő, illetve a cigány 862 fő. Magyar állampolgársággal nem rendelkező külföldi állampolgárok aránya 2,7%.
Vallási összetétel szerint a választókerületben lakók legnagyobb vallása a római katolikus (23 511 fő), valamint jelentős közösség még a reformátusok (5213 fő). A vallási közösséghez nem tartozók száma szintén jelentős (6922 fő), a választókerületben a második legnagyobb csoport a római katolikus vallás után.

## Országgyűlési választások

### 2014
A 2014-es országgyűlési választáson az alábbi jelöltek indultak:
| Jelölt neve                   | Jelölő szervezet          | Kapott szavazat | Százalék |
| ----------------------------- | ------------------------- | --------------- | -------- |
| Barabás Tibor András          | MKSZU                     | 22              | 0,06     |
| Berkes Gábor                  | JOBBIK                    | 7838            | 19,71    |
| Dömös Imre                    | KTI                       | 129             | 0,32     |
| Drexler Róbert Ferenc         | JESZ                      | 78              | 0,20     |
| Egyedi László                 | A HAZA NEM ELADÓ          | 235             | 0,59     |
| Gál Ferenc                    | LMP                       | 1556            | 3,91     |
| Harangozó Gábor István        | MSZP, EGYÜTT, DK, PM, MLP | 9926            | 24,96    |
| Herczeg Attila                | ÚDP                       | 35              | 0,09     |
| Lécz Viktor György            | FKGP                      | 75              | 0,19     |
| Dr. Léhmann György            | ÉLŐLÁNC                   | 575             | 1,45     |
| Majkó Gyula Miklós            | ÚMP                       | 45              | 0,11     |
| Molnárné Jakab Mária Hajnalka | SMS                       | 246             | 0,62     |
| Mülléder Gábor                | EGYÜTT 2014               | 154             | 0,39     |
| Pankász Róbert                | ÚGP                       | 80              | 0,20     |
| Tóth Attila                   | SEM                       | 177             | 0,45     |
| Witzmann Mihály               | FIDESZ, KDNP              | 18 591          | 46,76    |

### 2018
| Jelölt neve              | Jelölő szervezet    | Kapott szavazat | Százalék |
| ------------------------ | ------------------- | --------------- | -------- |
| Antal László             | NP                  | 19              | 0,04     |
| Bartos-Bodgán Anita      | KÖZÖS NEVEZŐ        | 52              | 0,12     |
| Csehi Norbert            | KÖSSZ               | 67              | 0,15     |
| Gál Ferenc               | LMP                 | 918             | 2,05     |
| Gulyás Gábor             | LENDÜLETTEL         | 44              | 0,10     |
| Jámbor Péter             | Független jelölt    | 325             | 0,72     |
| Kiss Péter               | HAJRÁ MAGYARORSZÁG! | 48              | 0,11     |
| Madarász György          | MCP                 | 58              | 0,13     |
| Magyar György            | MSZP, PÁRBESZÉD     | 11 221          | 25,02    |
| Nagy Dávid               | MOMENTUM            | 478             | 1,07     |
| Potocskáné Kőrösi Anita  | JOBBIK              | 8635            | 19,25    |
| Szappanos Zsuzsanna      | OP                  | 34              | 0,08     |
| Szilágyiné Bátyi Katalin | ÖP                  | 27              | 0,06     |
| Witzmann Mihály          | FIDESZ, KDNP        | 22 920          | 51,11    |